# Palirisa sinensis
Palirisa sinensis är en fjärilsart som beskrevs av Rothschild 1917. Palirisa sinensis ingår i släktet Palirisa och familjen Eupterotidae. Inga underarter finns listade i Catalogue of Life.